# 5192 Yabuki
5192 Yabuki eller 1991 CC är en asteroid i huvudbältet som upptäcktes den 4 februari 1991 av de båda japanska astronomerna Kazuro Watanabe och Tetsuya Fujii vid Kitami-observatoriet. Den är uppkallad efter japanen Hiroshi Yabuki.
Asteroiden har en diameter på ungefär 31 kilometer.